# Heinävaara
Heinävaara är en tätort (finska: taajama) i Joensuu stad (kommun) i landskapet Norra Karelen i Finland. Fram till 2004 låg Heinävaara i Kiihtelysvaara kommun. Vid tätortsavgränsningen den 31 december 2021 hade Heinävaara 448 invånare och omfattade en landareal av 2,30 kvadratkilometer.